# Valanga gilbertensis
Valanga gilbertensis är en insektsart som beskrevs av Willemse, F.M.H. 1970. Valanga gilbertensis ingår i släktet Valanga och familjen gräshoppor. Inga underarter finns listade i Catalogue of Life.